# Tillandsia xerographica

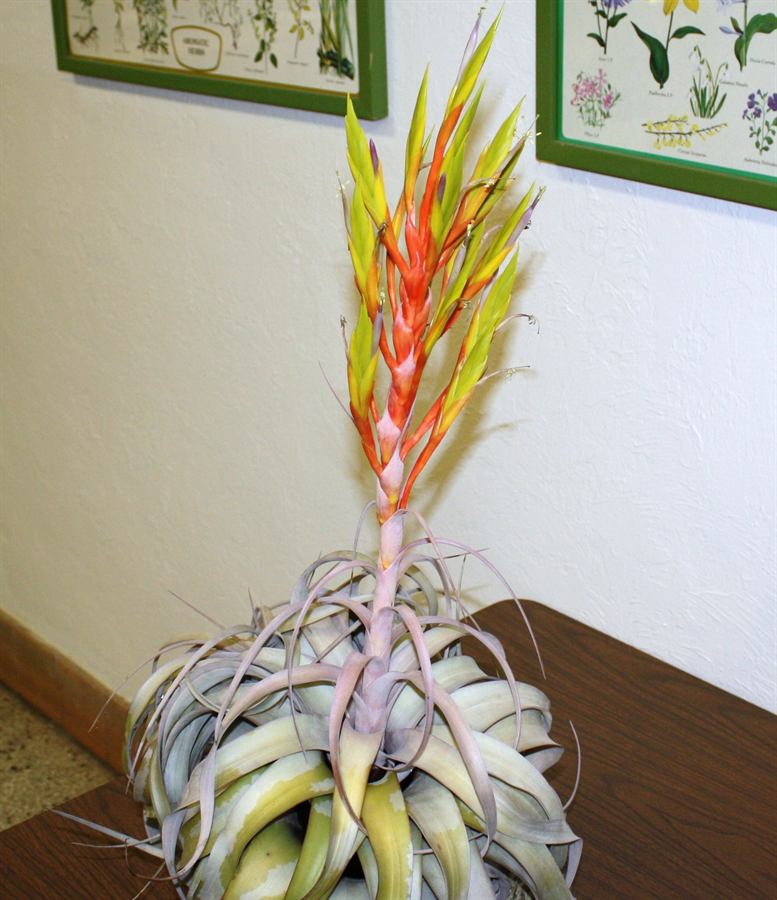
Inflorescencia

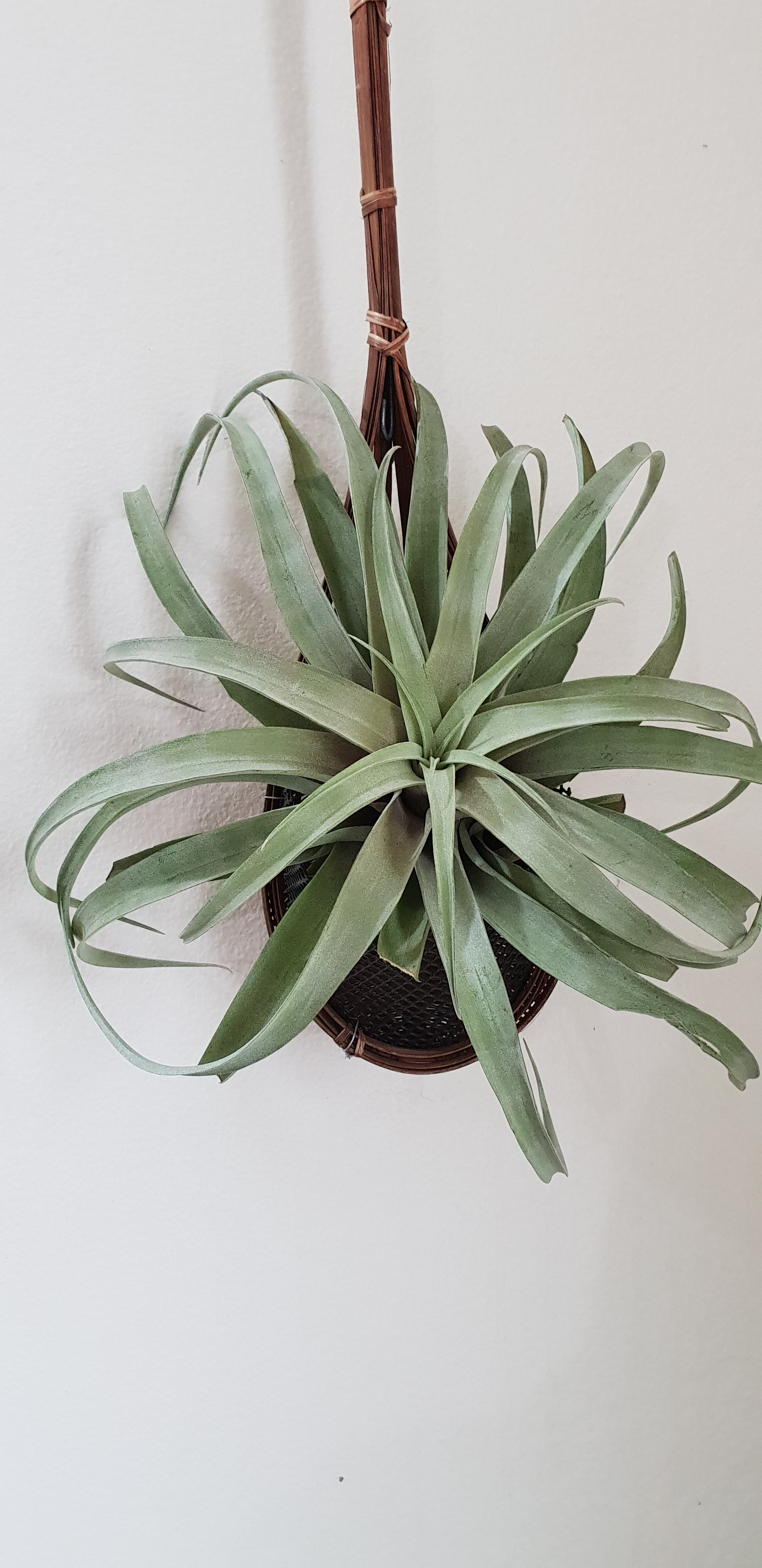
Roseta

Tillandsia xerographica es una especie de epifita conocida comúnmente como pie de gallo, es originaria del sur de México, El Salvador, Guatemala y Honduras. El nombre deriva de las palabras griegas ξηρός (xeros), que significa "seco", y γραφία (graphia), que significa "escritura".

## Descripción
Tillandsia  xerographica es una epífita xerófila de crecimiento lento. Hojas de color gris plateado anchas en la base que se estrechan en la punta formando una roseta escultórica atractiva, que puede llegar al metro de diámetro. La inflorescencia tarda varios años en desarrollarse, es densamente ramificada y crece de un tallo de 15 a 40 cm de altura en el centro de la roseta. Las brácteas del tallo son de color rosado pálido, las brácteas florales son verde amarillento y los pétalos de las flores tubulares son de color rojo a púrpura y son muy duraderos. La base de la roseta es gruesa y de color marrón, desarrolla pequeñas raíces para poder sujetarse en las ramas de los árboles o entre las rocas, aunque puede carecer de raíces especialmente si se cultiva como planta de interior.

## Hábitat
Habita en bosques secos y semidesiertos a elevaciones de 140 a 600 m en el sur de México y norte de Centroamérica. Con temperaturas que oscilan entre 22 y 28 °C aunque pueden soportar un rango de 1 a 40 °C, humedad relativa entre 60% a 72% y precipitación anual entre 550 y 800 mm. Crece en las ramas más altas, donde consigue mayor exposición al sol.

## Cultivo
En general es una planta resistente, fácil de cultivar y de poco mantenimiento, se puede cultivar como planta colgante o sobre estructuras de madera o piedra, necesita un espacio aireado e iluminado donde sus hojas puedan escurrir el exceso de agua.  De lo contrario puede sufrir el ataque de hongos. Ocasionalmente se puede pulverizar con abono foliar o añadir disolver un poco de abono líquido en el agua que utilicemos para sumergirlas.
No necesita podas, pero es recomendable quitar las hojas viejas de la base a medida que se van secando para mantener la planta en buenas condiciones.
Se puede multiplicar por medio de semillas o por propagación vegetativa, separando los hijuelos que nazcan de la base

## Cultivares
- Tillandsia 'Betty' (T. xerographica × T. brachycaulos)[2]
- Tillandsia 'Fireworks' (T. xerographica × T. roland-gosselinii)[2]
- Tillandsia 'Silver Queen' (Tillandsia jalisco-monticola × T. xerographica)[2]
- Tillandsia 'Silverado' (T. chiapensis × T. xerographica)[2]

## Galería

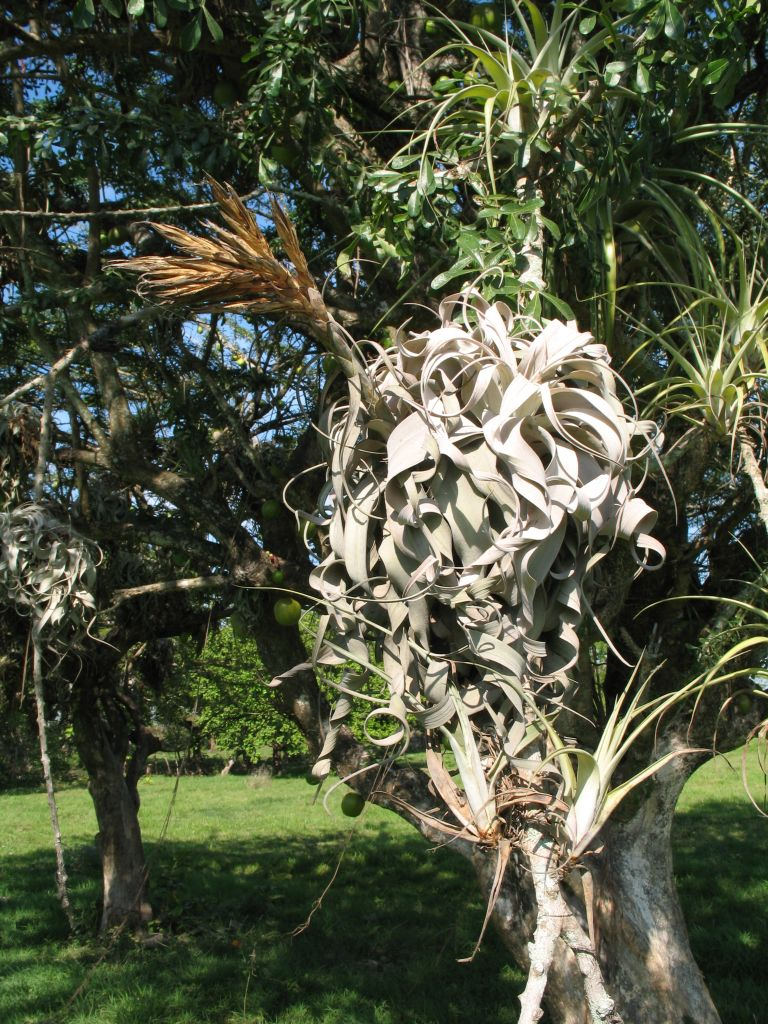
Sonsonate, El Salvador
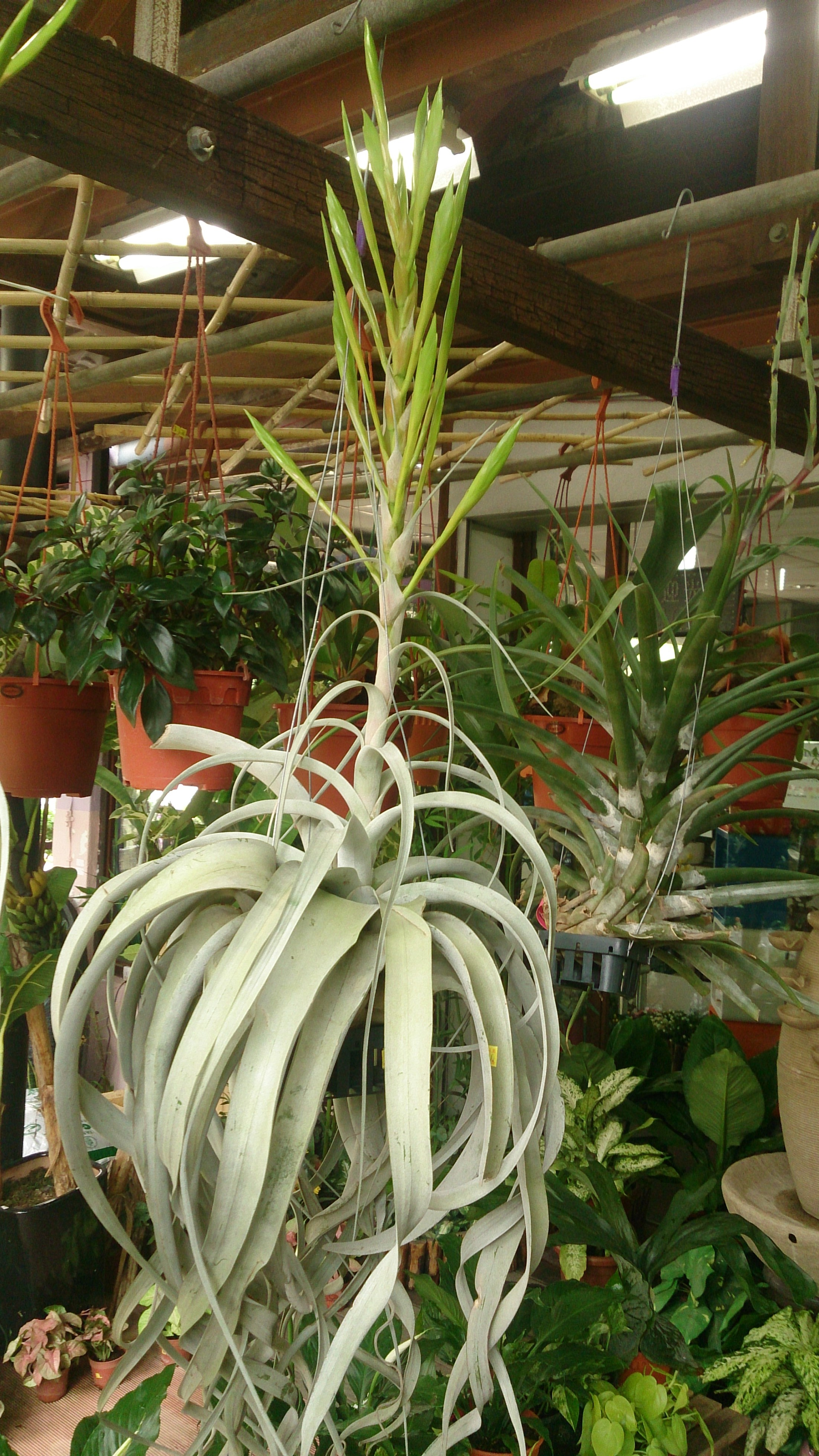
Inflorescencia en desarrollo
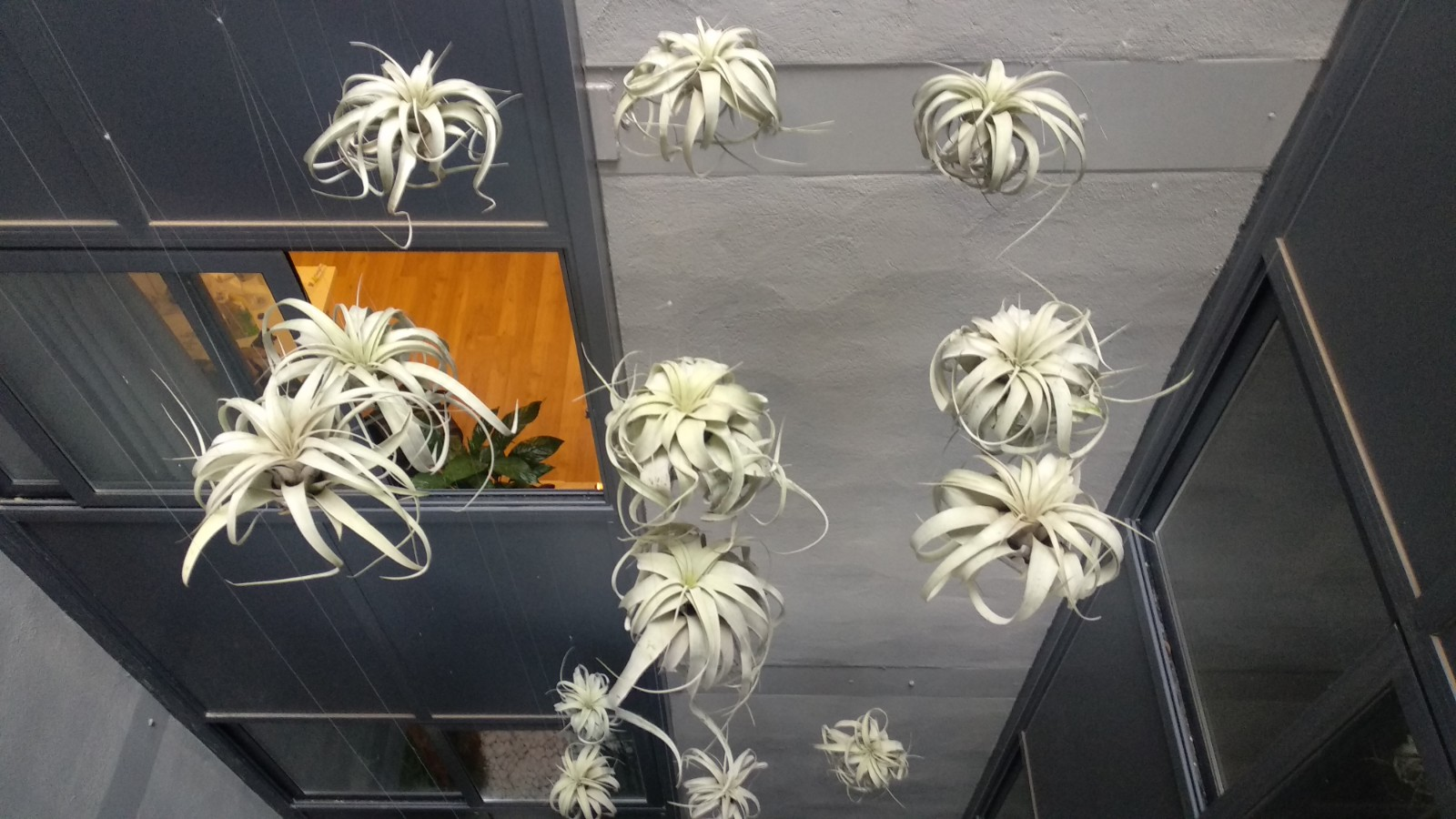
Barcelona, España
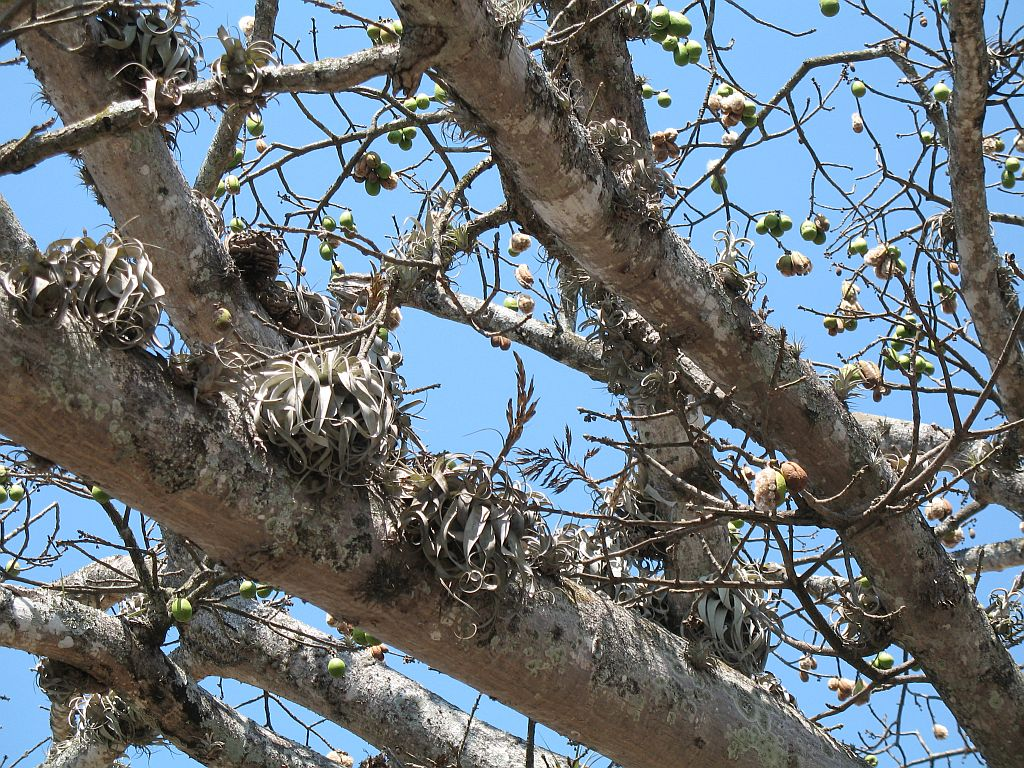
Varias tillandsias entre las ramas